# Estació de trens de Mersch
L'Estació de trens de Mersch (en luxemburguès: Gare Miersch,; en francès: Gare de Mersch, en alemany: Bahnhof Mersch) és una estació de tren que es troba a Mersch, al centre de Luxemburg. La companyia estatal propietària és Chemins de Fer Luxembourgeois.
L'estació està situada en la línia 10 CFL, que connecta la ciutat de Luxemburg amb el centre del país.

## Servei
Per Mersch passa les línies de tren 10 CFL : InterCity (IC), Regional Express (RE) i Regionalbahn (RB), que realitzen transports entre les estacions de Luxemburg i Diekirch, o Troisvierges, o Gouvy i Liers (a Bèlgica).